# 歧视语
歧视语（英語：slurs）是語言中出于貶低、嘲讽、歧视或侮辱等目的（主要是“侮辱”），对具有某些特征的人或人群（如民族、阶级、國籍、體型、性别有差异者，残障人士及某些特定疾病的罹患者，特定职业者等等）所使用的俚语、俗语和脏话。歧视语在某些情況下也会用于戏谑、自我解嘲等目的。

## 概述
歧视语根据程度不同，可分别与同汉语中“嘲讽”、“蔑称”、「差別用語」、或「歧视性用语」相近似。由于这些用语大多只在特定的语境中（具个人主观因素、受地域差异及时代差异影响）才会产生歧视性意义，所以并没有明确的基准可以判定某一用语是否为歧视语。
具体来说，它是用于对具有特定属性(国籍，种族，民族，血统，教育背景，性别，宗教，性取向，残疾，病史，职业等)的人进行负面歧视的意图。它指的是用于描述人的俚语和表达方式，包括旨在侮辱人的贬意词。
即使未被正式认定为歧视用语，若以歧视性方式使用的表达方式也可能被视为「歧视性用语」或者「应避免使用的词语」，并且有些词语可能被标记为歧视性用语。有时也并非如此。然而每个人都有不同的解释和看法。此外，过度的蔑视也被认为是歧视性的。如果使用歧视字眼造成侮辱或伤害他人的歧视行为，在某些情况下，说话者可能需要在诉讼中承担损害赔偿责任。

## 近代汉语的歧视语
一般歧视语所针对特征可能源于信仰、宗教、意识形态、國籍、地域、人种、民族、阶级、阶层、经济文化水準、性别、性取向、姓名、行為舉止、年龄、外貌特征、口音、個人愛好、衛生習慣、职业、身份認同、疾病等方面的差異。

### 针对意识形态
- 共匪、赤匪、毛匪、朱毛匪幫、邪党、支共、黃俄：对共产党的蔑称。
- 毛腊肉、腊主席、腊畜、马列腊、腊友/油：因为毛泽东死后被保存遗体，过程或意义与腊肉保存过程相似或一直而产生的贬义。通常是针对支持毛泽东或其思想的人如马列毛主义者或毛派，以及大多数是对毛泽东本人的蔑称。
- 中共匪区、大陆匪区：对1931年后建立的中国共产党軍根据地和中国大陆的蔑称。參見：共匪。
- 總加速師、習皇帝、習包子、習維尼、大撒幣、袁二、清零宗、祈“翠”：源自於2018年第十三屆全國人大中共成功修改憲法并取得連任後，中國網路上出現的關於辱罵習近平的詞語。2022年11月白紙革命中再次出現新的關於辱罵習近平的詞語-清零宗或清零帝。更多參見：对習近平的負面稱呼。
- 蒋匪、蒋匪军、蒋帮、白匪、白军、顽军、国民党军、美蔣、国统区：中国共产党及中国大陆对1927年之后的中华民国政府及其实际统治区、中国国民党、中華民國國軍的蔑称和矮化的称谓[1]。
- 走资派：是“走资本主义道路的当权派”的简称。
- 帝国主义、资产阶级：均是西方外来词。由于晚清以来的众多历史因素，又受到中华人民共和国成立到文革时期影响，對當時是具有負面的，便使用中性詞彙代稱。例如：“民族企业家”替代“资本家”；“民营企业”代替“私营企业”、“私有企业”；“社会阶层”代替“社会阶级”。
- 政治和尚：非正式用语，於20世紀初，被用以嘲諷、批評、譴責當代名人，牽涉對宗教或政治意識形態的信念歧視。
- 滿遺：對於為清朝大力辯護的人的稱呼。
- 理盲、濫情：對於意見和多數民眾類似但和專家意見不同的人，如反對廢除死刑的人的蔑稱。
  - 藍蛆：對臺灣中國國民黨支持者的蔑稱
  - 綠蛆、綠吱、綠共：對臺灣民主進步黨支持者的蔑稱
  - 法盲：對主張與想法看似違背法學知識或法律的人的蔑稱

### 针对宗教信仰
- 秃驴：对和尚的蔑称。如电影《少林寺》中，掌控洛阳的诸侯王世充以此词称呼少林寺和尚。
- 異教徒、外道：在某種信仰占主流的社会中，称某人为其他信仰信奉者，可能是帶有貶義的。
- 耶撚：指基督宗教的信徒,起源自高登討論區，主要使用者為香港人。
- 神棍：原來用於指假借鬼神，耍弄手段以達到自身目的的騙子，之後成為部份无神论人士對宗教界人士（尤其是伊斯兰教）的歧視性用語。有时也成为对伊朗伊斯兰共和国现政权的蔑称。
- 穆畜：該詞的使用最早出現於中國大陸的微博上，是针对穆斯林群体的蔑称

### 针对人種文化差異
不同族群之间常常因为信仰、文化、生活方式等原因，产生排外心理，通常排外越严重的族群，其语言中对其他族群的歧视语越多。不同族群之间的歧视语，根据使用目的不同通常可以分为：憎称、蔑称、戏称等。产生原因常为自我优越感、历史因素等。
- 回子[2]、蛔虫：对回族的蔑称。
- 苗子：对苗族的蔑称。
- 猿人：明清时对壮族的蔑称。

由於各地漢語差異不大，僅有的差別用語常常出現在生活習慣、經濟文化水平與周邊迥異的部分地方，或因為政治、歷史因素與周邊產生隔閡感的地方。由於網際網路日漸普及，很多僅限某一地區（特別是上海、廣東、港澳台等語言強勢地區）使用的差別用語也可能會漸漸被華人網民使用。
- 官话
  - 下江人：西南官话四川人尤其是成渝居民对长江中下游移民的俗称，从抗日战争时期东部移民入川开始下江人一词帶有嘲讽和歧視意味。
  - 通古斯豬/野豬皮：對滿族的蔑稱。
  - 蠻子：春秋以來中原士人對南方人的蔑稱。清代又成為滿族對漢族的蔑稱。
- 吳語
  - 江北人：上海人和江南地区居民對长江以北人群的蔑称（主要是苏北皖北河南地区）
  - 鄉下人：上海人對外地非城市居民的蔑稱，也用於嘲笑沒見過世面的人。
  - 白完：上海人對安徽人的蔑稱。
  - 红白蓝：江浙人對周边省份（安徽、湖北、河南、江西）的蔑稱。红白蓝三色是装垃圾的编织袋的构成颜色。
  - 苏北狗：吳語區人對講蘇北話（即使來自長江以北）的移民（江北人）的蔑稱。
  - 硬盤人：意旨外地人，流行於上海人较多之網絡，是上海網民對外地人的蔑称，起源於漢語拼音：Wai Di Ren，縮寫為WD人，後因網絡關鍵字過濾，改為硬盤人（因WD為硬盤廠商西部數據的縮寫）。
    - 蓝光人：由“硬盤人”衍生，指“本地人”，对上海人的蔑称。起源於漢語拼音：Ben Di Ren，縮寫為BD人，BD亦为蓝光光盘（Blue-ray Disc）的缩写，故有此称呼。

  - 台巴子：台巴子是对台湾人的蔑称。吳語地區使用较为普遍，涉及兩岸的網絡論壇亦有使用，台湾亦不乏使用者。而「巴子」源自於吴语，意为“来自乡下的粗人”。
  - 香辣蟹：上海人对外地人的蔑称，因为外地很多菜喜欢用大量的香料以及辣椒来掩盖原始的味道，上海人吃螃蟹也是吃新鲜的。
- 國語跟臺灣台語
  - 鬼島：對臺灣的蔑稱，此處用法通常帶有戲謔意味。
  - 阿山仔：中國大陸人（唐山人），戲謔意義重，較無貶意。
    - 半山仔：指日治時代前往中國大陸旅居或發展、戰後返台從政的台灣籍人士，由於不少半山仔人士加入了國民黨，在台灣的政治與經濟領域可能有一定特權或特定關係門路等等，導致許多人對其非議。

  - 阿陆仔：諧音阿六仔，中國大陸人，戲謔意義重，較無貶意。
    - 426：“死阿陆”的谐音。剛好三合會中負責武鬥的紅棍亦被稱為426，但兩者語源不同（三合會之426源於4x26+4(洪門代號)=108，意指水滸傳一百零八好漢，其中武松手執紅棍而得名），勿混為一談。

  - 三腳仔：三腳仔是臺灣人在日治時代對親日本的台籍人士的蔑稱。用法引申自對當時殖民者日本人的蔑稱四腳仔，影射為四腿牲畜之意；而服侍日本人欺侮同胞的親日者，則稱其為三腳仔，有似人非人、但又少條腿的跛腳畜生之意。
  - 支那、支那人：支那一词源于印度，原为古印度对中国的称呼，于9世纪初通过佛教交流传入日本，并在明治维新之后传回中国，使用範圍很廣，初無貶意，孫文、黃興、章太炎、宋教仁等革命黨支持者，都時常使用此詞，但此詞隨著中日關係惡化而逐漸變質，中華民國政府曾要求日本政府停用，日本不理會。日本二战投降后，駐日盟軍司令部認為“支那”称谓含有贬意，於是下令日本政府不得使用，当今大部分中国人對被称为支那或支那人會感覺受到冒犯。
  - 大陸妹：對中國大陸年輕女子的稱呼，理論上並無貶意，但受到媒體或兩岸關係不佳影響，有些人會認為有貶意。
    - 大陸新娘：指嫁到台灣的中國大陸女性，之後還引申出越南新娘等衍生詞，這詞理論上不帶貶低或歧視意味，但在兩岸關係不好的時候，某些人主觀上會不想用這詞。

  - 番仔：指台灣原住民，其中「紅番」又被戲稱為荷蘭殖民者。
- 粵語
  - 撈佬：原為廣東（不包括香港）等地以粵語為母語的廣府人對母語為北方官話的北方人的蔑稱。有時亦稱「北佬」、「撈鬆（老兄）」。改革开放后因推广普通话運動，一些南方省份的居民到广东经商期間，基本上也使用普通话和广东本地人交流，也被如此称呼。
  - 阿燦：是1970至1990年代香港人對來自中國大陸移民的俗稱，帶有歧視意味。
  - 港燦：起源於阿燦一詞，香港人對自己的自贬，其它香港人对自己的自嘲包括“港女”、“港男”等等，大陆人有时也用该词称呼香港人，多为贬义。
  - 北佬：對中國北方人的貶稱。
  - 北姑：本來泛指中國北方女性，後來多指中國大陸妓女。
  - 大陸喱、大陸佬：對中國大陸人的貶稱。
  - 蝗蟲：指新來港而且以騙取或依賴福利為生的中國人，或來港大批購買日用品的中國遊客。
  - 廿二萬：在澳門形容一些亂過馬路或在馬路中央「打卡」的無視交通安全行人。
- 其他
  - 鄉巴佬（閩語[3]/粵語：鄉下佬）：笨拙、遲鈍又粗俗的鄉下人。一般指見識短淺的從鄉下進城的人，是城鎮區域居住民對非城鎮區域居住民的一種統稱，有强烈贬义色彩。城市居民對鄉村居民的貶稱，大都市居民對小城居民的貶稱。不過在許多地區這詞的原始貶低鄉下人的意思已經消失或非常淡化，現在這詞在這些地方主要指見識不多的人，跟你出身或居住在城市或鄉村並無關係。
  - 土包子、鄉下仔：指沒有見過大世面的人。如果是說別人，為輕蔑；但如果說自己，為自謙詞。
  - 胡扎：蒙古族对漢族的蔑称[4]
  - 掌櫃（짱개）：朝鮮族对漢族的蔑称
  - 红毛屎：在马来西亚或新加坡，当地华人一般上会讥笑不懂汉字的华人为红毛屎或香蕉人，其意旨某华人“食洋人大便”。 这种蔑称既敏感又充滿争议，部分華人因為環境限制或家庭因素而無法接觸漢字，非其所願。
  - 大中華膠：针对新马地区亲中派华人的歧视语。后期也繁衍出相对的词语「慕洋犬」，意思为“亲外国人的新马华人”。2022年俄羅斯入侵烏克蘭以后，针对「支持俄罗斯入侵的华人」再衍生新的词语「黄俄胶」。

### 针对非华人
中文语言中仍存在对外国及外族人、外国人的蔑称，且一般承继自对曾经的侵略者及其附庸的蔑称。这些用语也常常会成为戏谑语。甚至有时会成为中国人之间戏谑的称谓。
- 蛮夷：古代中国基于华夷之辨而针对非汉人异族的统称。自清末百年国耻乃至现代以后有所扩充，并多数泛指西方殖民帝国（英国、美国等等）以表达现代西方国家在道德和行为上与其历史上的蛮族与海盗无异（维京人、日耳曼人等等）。
- 老毛子：对俄国人的蔑称，其歧视意味并不浓，很多情况下是一种调侃的称呼。
  - 二毛子，對烏克蘭人的一種蔑稱，很多情况下是一种调侃的称呼。
  - 三毛子，對白俄罗斯人的一種蔑称，极少使用，仅在网络中被用于区别俄罗斯人与乌克兰人。
- 帝俄：當時對俄羅斯帝國的蔑稱。
- 昂撒/盎撒：即盎格鲁-撒克逊人，泛指西方世界（主要指英语圈的国家），现代以来被赐予贬义以表达对西方国家干涉主义的反感。
- 鬼子：对侵略中国的外国人（尤其日本侵略者）的憎称，表深恶痛绝之意，亦是一种蔑称。常常成为国人间的戏称。同源的还有：小鬼子、日本鬼子（日本人）、洋鬼子（西洋人）及某国鬼子（常用的有日本鬼子、美国鬼子等国名两个字的旧时侵略者）。
- 鬼佬/鬼妹/鬼婆：西洋男人/女人，粤语使用者的用法。其中鬼佬也是闽语使用者的用法[5]。
- 黑鬼：對黑人的蔑称。
- 尼哥：對黑人的貶稱，来源于英语"Nigger"的音译。
- 白皮豬：對白種人的蔑稱。
- 洋垃圾：对品行不端的在华外国人或外籍非法移民的蔑称。
- 西人：西洋人，粤语使用者的用法。
- 阿差：印度人，源於香港。
- 小日本：對日本人的蔑称。
- 蘿蔔頭：對日本人的蔑称，源自粵語。
- 㗎仔：日本人，源自香港日治時期香港人對日語的語感。
- 倭寇：對日本人的蔑称，源自13至16世紀期間活躍於朝鮮半島及中國沿岸的日本海盜。近代以来多指抗日战争中的侵华日军乃至现代的日本右翼分子。
- 高麗棒子/南棒子/北棒子：對韓國人/朝鮮人的蔑稱（大多針對韓國人）。主要使用于台灣，中國大陸（考慮中共統治下中國大陸早期媒體的制式跟封閉，高麗棒子或棒子這詞在媒體上應該最早在台灣普及），后亦流傳於港澳網民之間。該用法主要針對大韓民國之人士。
- 鲜族：日据朝鲜时期，日本为抹去朝鲜半岛国族认同，而创造该词，用于称呼该时期的半岛朝鲜人。该词如今不仅容易引发朝韩两国的不满，亦会引发中國朝鮮族民眾的不滿。
- 二鬼子：對韓國人/朝鮮人的蔑稱，但不如高麗棒子常用；后泛指出卖中国利益的人。
- 韓狗/棒子：對韓國人/朝鮮人的蔑稱，但甚至不如二鬼子常用。
- 泡菜國：對大韓民國的蔑稱。因韓國人喜食泡菜而得名。
- 南泡：指韓國。
- 北泡：指朝鲜。
- 南朝鮮：該詞本是朝鮮民主主義人民共和國對大韓民國的官方稱呼，亦是中華人民共和國在與大韓民國建立正式的外交關係之前對後者的官方稱呼。後來被中國網民作為對大韓民國的蔑稱或戲稱而使用。
- 東南亞猴子：中國大陸網民對越南人及東南亞國家的蔑稱。
- 賓賓、賓妹：對菲律賓女傭的蔑稱，主要用於南方人和香港社群。
- 韃子：指北方遊牧民族，如「蒙古韃子」、「滿洲韃子」。
- 包頭佬/包頭族：馬來西亞華裔藉以當地巫裔女性或錫克人裹頭巾文化作為對該族的蔑稱。
- 马来国宝：对马来西亚巫裔的讽刺，指对方在马来西亚新经济政策下享有特别优待。后来在马哈迪·莫哈末针对依赖该政策下巫裔的批评，衍生新的词语「拐杖族」[6]。
- 紅頭阿三/印度阿三：對印度人的蔑稱，最早是對上海當年的英租界中經常會有從印度調來的「公務員」的稱呼，他們負責一些雜事，作為英國人的忠實「爪牙」整天警棍亂舞，因此上海人便蔑稱其為「阿三」。
- 吉靈人：表記為Keling或Kling，被認為起源自歷史中印度的「羯陵伽國」，是馬來西亞和新加坡人對印度人的蔑稱。民间认为该词变为贬义的主要原因起源于英殖民时期抵达南洋的印度囚犯佩戴的脚镣所发出的声音。[7]
- 阿布捏捏：表记为Apunene或Ah Pu Neh-neh，新马华人针对印度人的蔑称。认为是起源于淡米尔语appu（அப்பு；“小弟”）和anneh（அண்ணன்；“大哥”）的统称。该词因时常被华裔家长用来恐吓小孩子并把印裔描述成爱拐带儿童的妖怪而被赐予贬义[8]。
- 「圆的不可拿」：新马华人针对印度人的贬称和调侃，起源于淡米尔语eṅkē pōkiṟāy（எங்கே போகிறாய்），本意为「你要去哪里？」，后被挪用以模仿印度人说话的方式[8]。其衍生词为「拿了就爆炸」或「拿了就会傻」，源自淡米尔语Uṅkaḷukku nāṉku vayacā（உங்களுக்கு நான்கு வயசா），本意为「您是不是四岁？」。
- 東洋鬼子：1940年代日本佔領馬來亞時期，馬來亞華人對日本人的蔑稱，與其類似的則有「日本狗」。其來源主要是由於早期的電視廣播還未有現今的普及，造成大部分人誤以為日本就是一片“汪洋”。故因此稱日本為“東洋”。再加上日本佔領馬來亞之後馬來亞華人對日本人的憎恨，故因此稱呼日本人為“東洋鬼子”。或直接“東洋鬼”。
- 巴基躝癱：對巴基斯坦人的貶稱。
- 马瓦里：起源于阿拉伯语 mawālī  (مَوَالِي)，原指非阿拉伯裔穆斯林，基于泛清真化现象现代中国社交网站上多指回族与其西北地区的穆斯林群体。
- 卡菲尔：起源于阿拉伯语 kāfir （كافر），即针对非穆斯林群体的蔑称。

### 针对性别、性取向和性别认同
- 花花公子：嘲諷穿金戴銀，吃喝嫖賭，遊手好閒和有錢有勢力的富家子弟。尤指丈勢欺人的男女，源於中國古代清朝章回小說——《何典》第六回：“活死人便知他是個依託官勢的花花公子”。
- 巫婆、老姑婆：用来嘲讽未出嫁的年长女性，或是寡居的老婦人，尤指性格怪异的老年妇女，带有歧视意味。源于中世纪基督教傳說，創造女巫形象，甚至獵殺“女巫”，使“巫婆”一词成为贬义词。
- 婊子、蕩婦：指稱那些參與淫亂的女性。在台灣稱為「破麻」。
- 太平公主、飛機場、洗衫板：胸部扁平的女性。
- 肥婆、坦克：身材較胖的女性。
- 娘娘腔、娘炮、乸型：指性格或外在氣息上不符合男性气质，較為女性化的男性。
- 男人婆：指性格或外在氣息上不符合女性气质，比较男性化的女性。
- 人妖：可指变性人、易服者、跨性別、網路上的男扮女、女扮男。
- 假女、第三性：指稱跨性別女性。
- 假男：指稱跨性別男性。
- 基佬：源自粵語對單字「gay」的發音，是對男同性戀的蔑稱。
  - 甲甲（戲謔意義重，較無貶意）：由來可能是男同性戀的英文gay，其語音與台灣閩南語的“假”同音，最後"假"又變化成"甲"。該用詞的明確起源不詳，但在網絡用名以及PTT上還有各大討論版已經普遍使用，在相關語境下可以作爲對男同性戀者的蔑稱。也可作爲自嘲或暱稱
- 搞基：指男同性戀間的愛慕及性行為。
- 玻璃：用於指代男同性戀。「搞玻璃」即「搞基」。

### 针对年龄
- 老妖婆：指性格怪异的老年妇女。
- 涌脑伯：涌是用的同音，是指只会想第一秒涌上来的思想，并不会做过多思想的男人
- 熊孩子：喜好在做客时破坏他人物品的年少者，父母没有阻止規勸的话会被称作熊父母。
- 小屁孩、小P孩：幼稚的年少者。
- 老不死：泛称或者不考虑礼节的场合下的老年人。
- 老不修：形容好色的老年人。

### 针对個人外貌
- 身高
  - 对身高特別矮小的人，汉语中存在很多歧视语，如矬子（东北话：矮子）冬瓜、三寸釘、二级残废（极其不尊重人的用语）等。
- 毛发
  - 由于華人几乎都是黑发，与头发相关的歧视语不多。但黄毛、卷毛、紅毛等有時被视为是不尊重的用语。
- 身材
  - 在閩語區，肥胖的人稱為「阿肥豬」；有時也會加上稱謂，謔稱各個年齡層次的肥胖者。如：「阿肥伯」、「阿肥奶」、「阿肥嫂」、「阿肥弟」[9]。
  - 在粵語區，肥胖的男人稱為「肥佬」；女人則叫作「肥婆」或「豬扒」。（後者帶有歧視意味，但仍廣泛使用）
  - 死胖子。[10]
  - 歧視胸部扁平的女性，例如：飛機場。

### 针对障礙者及疾病患者
对障礙者使用歧视语是极其不礼貌的，所以在日常生活中人们提到身体有缺陷的人一般会使用“......不方便的人”等。
而像殘障、瘸子、聋子、哑巴、瞎子、残废、智障、啟智等在特定語境下会被认为属歧视语。

### 针对特定个人或组织
对于与特定个人或组织相关的歧视语，很难判斷那些具有歧视性意味，所要表达的情感完全在于说话者所要表达的是什么，与听话者所理解的是什么。
一般根据所传达的感情不同，分为：昵称、别号、绰号等。
一般来说，针对个人的蔑称是基于大众对某个名人（政界、娱乐圈等）在其特征、爱好或者影响力下逐渐形成的一种称呼。这些称呼并不一定带有蔑视的意味，但却不约而同地被广泛的使用。

## 古代汉语的歧视语
- 南北朝時期
  - 島夷：北朝稱南朝。
  - 索奴：南朝稱北朝。
- 蠻子：北方人對南方人的蔑稱。
- 侉子：江淮官话地区和天津话地区对淮河以北人士的蔑称。
- 老西兒、老西、老西子：對華北及東北地區、太行山以西的晉語地區（主要是山西省）的人們一種戲稱或蔑稱。
- 晚清時期
  - 長毛兵：源自太平天國運動時期的一種對太平天國成員的蔑稱，由於太平軍與清朝的清朝不同。太平軍一般都是盤著長髮或披髮，而清朝老百姓一般留著長辮子。因此清廷對太平軍一般稱呼為“長毛兵”。
  - 粵匪：拜上帝會的創始人是洪秀全，而洪秀全恰好亦是廣東籍貫的客家人。因此亦被清廷稱之為“粵賊”。

## 其他語言的歧视语
由于各自文化、历史的不同，世界上的各个民族、族群都会形成一套自己的歧视语系统。

### 英语
- Cheese-eating surrender monkeys（英语：Cheese-eating surrender monkeys）：意譯「吃芝士的投降猴子」，指法國人（法國人愛吃芝士，又在二戰時投降）。
- Ching chong：起源於英語母語者模仿粵語，但由於無法辨別中華文化及其他亞洲文化的差異性，後演變為對所有亞裔族群的種族主義玩笑，具有侮辱性。
- Chink：漢語中通常將該詞翻譯成中國佬。
- Chinky：對東亞裔的侮辱語。
- Brazil Monkey:對巴西人的侮辱語。
- Chow：源于澳洲，原意为一种产自中国的黑鼻狗，后演变成澳洲人对中国人的蔑称。
- Panface：直译“平鍋脸”，對華裔的蔑稱。同义的还有table face（平板脸）、panhead（大扁头），pancake（煎饼）等。
- Fob：美國俗語Fresh Off the Boat（直譯“剛上岸新鮮的漁獲”）的簡稱，美國對於新移民的侮辱語。
- gook（英语：Gook）：最初為對韓裔族群的貶稱，但由於難以分辨亞裔族群及韓裔的差異性，演變為對所有亞裔種族的侮辱語。
- 東亞病夫（Sick Man of East Asia）：為清朝末年中國知識分子自鑄、自稱、自辱的貶抑詞，從「亞洲病夫」演變過來。
- Jap（日本人）：源於《馬可·波羅遊記》記載的「Zippangu」，泛指日本人，本無貶義。在當今美國，該詞被認為帶有貶義，梅里亞姆-韋伯斯特詞典將之定義為「普遍地帶有貶意」的用詞[11][12]。一家位於芝加哥的食品公司原名為Japps Foods，在珍珠港事件後不久就將名字和同名薯片品牌改稱為Jays Foods，以避免任何負面聯想[13]。德克薩斯州傑佛遜郡的博德克斯路（Boondocks Road）原命為「Jap路」，它建成於1905年，以紀念一個當地的著名日本米農[14]。
- wetback（英语：wetback）：原為靠近墨西哥邊境之美國居民對大量從墨西哥過來的拉美偷渡客的稱呼。拉美偷渡客常游泳或涉水而至，後背濕透，因此有wetback之戲稱，後來泛指拉美裔。[來源請求]
- 南蠻子（Wop）：美國對南歐移民（尤其是義大利裔美國人）的蔑稱。[來源請求]
- 黑鬼（Nigger）：北美對非裔的蔑稱。
  - 尼格魯族群（Negro）：上世紀六十年代中期以前，「Negro」一詞並沒有冒犯成份，而且可以被黑人以外的任何族群使用，與當時具有公然侮辱和冒犯性的「Colored」一詞相比可以被視為是一種尊稱，非裔美國人民權運動領袖馬丁·路德·金在《我有一個夢想》演講裡中也多次使用此詞彙。 直到60年代後期，人們使用「Black」一詞來替代，這是因為原被稱為「Negro」的群體要求作出這樣的改變[15][16]。
  - Negress：黑人女性。
- Paki，巴基斯坦（Pakistan）的簡稱，外國人恐懼症者對於巴基斯坦裔或南亞裔的蔑稱。
- 白色垃圾（White Trash）：对美国南部一部分贫穷高加索裔人種的贬称，暗示较低的社会阶层和不体面的生活方式。类似词汇还有white cracker（英语：Cracker (pejorative)）（乔治亚州和弗罗里达州的贫穷高加索裔人種）、hillbilly（英语：hillbilly）（阿巴拉契亚的贫穷高加索裔人種）、Okie（英语：Okie）（俄克拉何马州的贫穷高加索裔人種）、Peckerwood（英语：Peckerwood）（泛指居住于美国南方乡村地带的贫穷高加索裔人種）和“红脖子”（redneck）。
- Faggot（英语：Faggot）：對同性戀者的歧視語。
- Yellow Monkey（英语：Yellow Monkey）：意譯“黃色猴子”，北美對黃種人的蔑稱。

### 日语
- 南蛮（なんばん）：中世日本對從菲律賓或台灣等殖民地乘船而來的西班牙、葡萄牙人的蔑稱。
- 鬼利死丹、切死丹（キリシタン）：中世日本對天主教徒（吉利支丹）的帶有貶義的音譯稱呼。
- 清国奴（ちゃんころ）：始於清朝末年，原因是認為清國不配稱作為中华或嘲諷漢族人淪為滿族人的奴僕。台灣日據時期日本人會用這詞蔑稱台灣人。
- 支那、支那人（しなじん）：始於中日戰爭之後，原因是放棄清國的稱呼而轉為稱呼支那。後演變為現今社會網路右派（ネトウヨ）對中國的蔑稱。
- 鬼畜米英：亦作鬼畜美英，第二次世界大戰中，日本中央和軍方對同盟國的蔑稱。
- 毛唐：戰前對白人的蔑稱。唐人在此作為「遠方來的外國人」，再加上當時對白人的濃密的毛髮有強烈的印象，嘲諷高加索民族為「（體毛濃密的外国人）」。
- 下朝鮮（しもちょうせん）：對韓國的侮辱語。時常略稱為下鮮（しもせん）。後演變為現今社會網路右派（ネトウヨ）對韓裔的蔑稱。
- 三国人（第三囯人）：用以稱呼其前殖民地的居民，台灣人（本島人）、朝鮮半島人。這個詞語最開始是為前殖民地居民製造一種隔離的種族和政治身份，特別是為了朝鮮人（韓國人）。
- ニダー：為諷刺性顏文字創作中有「ニダー」的語癖（音译“思密达”）的韓裔角色，網路右派利用該角色發表對韓裔族群有攻擊性的種族主義創作。特別在２ちゃんねる可看到利用該角色所創作的歧視性言論。
- アル：為諷刺性顏文字創作中有「アル」的華裔角色，有人會利用該角色發表對中國人有攻擊性的種族主義創作。特別在2ch上可看到利用該角色所創作的歧視性言論。
- 特定亚洲（特定アジア）: 简称”特亚”或”特A”，即对中国人、朝鲜人和韩国人的蔑称。起源于日本网民因应中朝韩三国的反日情绪所诞生的网络用词。

### 韩语
- 되놈（中国粪佬）：最早是韓裔族群对生活在东北地区的華裔的蔑称，后来演变成为对華裔的蔑称。[17]
- 짱퀴벌레 (掌櫃蟑螂) ：把中国人比作蟑螂的侮辱性词语。
- 뙈놈（中國男）：意同「되놈」。
- 짱깨（朝鲜语：짱깨）：来源于中文「掌櫃」，為对華裔的称呼（「櫃」與韓語中的「狗」同音）。衍生詞有섬짱깨（島酱狗），用於蔑稱臺灣人。
- 쪽발이（豬腳）：對日本人的蔑稱，源於日本人穿足袋的形象。
- 왜놈（倭奴）：源於日本過去的國名"倭國"。

### 閩語

#### 閩東片（侯官小片）
- 兩個聲：指福建以外地方的人[18][19]。
- 福州囝：指福州府城人[20][a]。
- 臺江俤：指福州南臺人。
- 長樂我/長樂鬼：指長樂人[21][22][23][24][b]。
- 連江雞/連江表：指連江人[25][26][27][28]。
- 福清鲄/福清糕/福清哥：指福清人[29][30][31]。
- 興化兄/莆田猴：指莆田人[32][33][34][35]。
- 下南鬼：指福州以南地方（多指闽南）的人[36]。
- 番囝/番囝哥/番儂/番鬼/鬼佬：指外國人[37][5][38]。

#### 閩南片（泉漳小片）
- 阿北/阿北仔/北仔/北贡：指外地人，尤指北方人[39][40]。
- 阿骚/阿骚仔：指外地人，尤指莆田人[41]。
- 候鸟：指外地人，尤指外省人[42]。
- 歹丸滴：指臺灣人。
- 番仔：指外國人，尤指東南亞人。

##### 台灣話
- 四腳仔（sì-kha-á）：日本殖民台灣時期，台灣人對殖民者日本人的蔑稱。
- 三腳仔（saⁿ-kha-á）：台灣日治時期，台灣人對親日或幫日本人做事的台灣人的稱呼，有很強的負面意義，接近「通敵背叛」或「走狗」的意思，可以說是「漢奸」或「台奸」的另一種說法。戰後持續沿用至今。
- 外省仔（gōa-séng-á）：本省人對外省人的蔑稱。
- 阿陸仔（a-lio̍k-á / a-la̍k-á）、死阿陸（sí-a-la̍k）、426：「大陸人」之轉化，激烈者會使用後者。
- 客人仔：對客家民系的蔑稱。
- 番仔：對台灣原住民族的蔑稱。

### 蒙古语
- хужаа（中国佬）：音译「胡扎」，一说源于山西话「伙计」一词，另一说源于中文「华侨」一词。现今一般用是蒙古国的蒙古人对中国的汉族人的蔑称。

### 法语
- 法国人愛取別人外號，比如叫英国高加索裔Rose Boeuf（玫瑰牛肉），取笑他們不能晒太阳，有点阳光那白肤色就成红肉状；又叫意大利人Spaghetti（一條麵腦袋）。當然遭到歐洲別國的报复也是显而易见的，他們[谁？]也不客气地称法国人GRENOUILLE（青蛙），字面上罵人青蛙，实际暗指法国人什么都往嘴里塞。

### 粵语

#### 粵海片
- 半唐番：指海外回國不會母语的華人。
- 香蕉仔：黃皮白心與香蕉人及紅毛屎相同，參見半唐番。
- 大陸仔：意為來自大陸。
- 台仔：香港一般會稱台灣人「台仔」，意思就是來自台灣

### 西班牙語
- Franchute：意譯「法國佬」，與英語中的“frogs”為同義詞。
- Gachupín：墨西哥佬
- Catalufo：加泰隆尼亞佬
- Moromierda：阿拉伯佬

### 越南语
- Tàu khựa：直译为“船佬”，意为“中国鬼子”，为越南人对中国人的蔑称。
- Nước Tàu：直译为“船国”，越南对中国的蔑称。

### 馬來語、印尼語
- Cina Babi：意為「華人豬」，對馬來西亞或印尼華裔的蔑稱。
- Pendatang Asing：意為「外來者」，對非馬來西亞土著（一般為非巫裔）的蔑稱。
- Keling：意为「吉灵人」，泛指印度裔和其文化的蔑稱[43]。
- Bangkali：意为「孟加里」，泛指头带高高大头巾的锡克人，意思为苦力。
- Mangala：即孟加拉人，马来西亚人针对孟加拉外劳的蔑称。
- 「Mak Kau Hijau」：意为「你妈妈是绿色」，起源于2015年的一段视频中一位小孩子因被霸凌而对他朋友的辱骂，随后被马来网民赋予「妓女」和「戴绿帽」的含义。后来在2020年新冠疫情管控期间，台湾时事评论员李正皓因针对大马新冠政策的不正当言论遭到大马网民的讨伐。期间许多网民以「mak kau hijau」的留言来辱骂他使该词逐渐被广泛认知。[44]
- Type C: 马来人针对华人的网络蔑称。起因是马来西亚一家穆斯林炸鸡店的老板宣称华裔正影响他的生意并以 "Type C" (源自USB C型插头) 暗讽，引起当地华人的不满。[45] 往后也衍生出”Type M”的用词以反击拥有种族主义思维的马来人。

### 阿拉伯语、希伯来语
- Mawali  (مَوَالِي): 即「马瓦里」，指非阿拉伯裔穆斯林。
- Kafir (كافر): 即「卡菲尔」，针对非穆斯林群体的蔑称。
- Abeed（英语：Abeed） (عبيد): 阿拉伯语的「奴隶」，主要针对黑人的歧视语。
- Rafida（英语：Rafida） (رافضة):  逊尼派穆斯林针对什叶派的蔑称，源自阿拉伯语的「拒绝者」。
- Majus（英语：Majus） (مجوس): 阿拉伯人针对伊朗人的蔑称，起源于波斯语 magūs (مگوش)，即祆教祭司，后衍生至什叶派乃至所有的伊朗人。
- Ajam（英语：Ajam） (عجم): 阿拉伯人针对伊朗人的蔑称，起源于阿拉伯语的「哑巴」。早期用于伊斯兰征服波斯帝国时期的波斯人，后来逐渐淡化贬义色彩并在现今已转变成中性词。
- Nusayri (نُصَيْرِيَّة): 即努赛里派，穆斯林世界针对阿拉维人的蔑称，来自其教派的创始人伊本·努塞尔（英语：Ibn Nusayr）。
- Goy/goyim（英语：Goy） (גוי‎, גוים‎): 希伯来语的「非犹太人」或「外邦人」，虽然多数时候并非蔑称并更多是中性词，但有时会被针对性的被滥用。
- Kushi/Cushi（英语：Cushi） (כושי): 即黑人，源自希伯来语的库施王国。原本是中性词，自以色列建国以后逐渐变成蔑称。
- Vuzvuzim (ווסווסים): 塞法迪犹太人和米兹拉希犹太人针对阿什肯纳兹犹太人的蔑称，起源于意第绪语vuz（וואס；本意为”什么?”）的调侃。
- Chakhchakhim (צ'חצ'חים): 阿什肯纳兹犹太人针对米兹拉希犹太人的蔑称，起源于当时抵达以色列的米兹拉希人被阿什肯纳兹人嘲讽他们的中东口音。
- Arabush/Aravush (ערבוש): 以色列人针对阿拉伯人的歧视语，源自阿拉伯人的希伯来文名Aravi  (ערבי) 的发音扭曲。[46]

### 其他语言
- Mzungu：斯瓦希里語，在埃塞俄比亞又名Faranji，意指白人或外國人，潛台詞是指富有的人，是東非黑人對非洲以外較黑人膚色淺的種族稱呼，包含東亞黃種人在內，因為東非黑人普遍認為Mzungu擁有用不完的金錢，而且願意奢侈消費，所以很多時候採用詐騙、坐地起價等手段千方百計從Mzungu身上獲取利益，甚至出現Mzungu Price的用語。[47]

## 延伸閱讀
- 歧視語言的結構：兩年前，反同方這樣否認歧視 | 萬宗綸 | 鳴人堂 （页面存档备份，存于）